# أحمد البيضاوي
أحمد شهبون (1918 - 1989)، والمعروف فنياً باسم أحمد البيضاوي هو ملحن ومطرب مغربي من مواليد 1918 بالدار البيضاء ويعتبر من أبرز الملحنين المغاربة.

## نشأته
ولد بمدينة الدار البيضاء لكن أصله من سوس، قدم إلى الدار البيضاء من أكادير. تعلم الأناشيد والأغاني الدينية التي كانت تلتقطها أذناه في حلقات الذكر والسماع التي كان يحضرها مع والده. تعلم العزف على آلة العود حتى صار من أمهر العازفين, كانت بدايته بأوائل الأربعينيات على العود فقط مما جعل الراحل محمد الخامس يكلفه وعباس الخياطي، الغالي الخياطي وعبد القادر صالح بتأسيس جوق موسيقي وغنائي مغربي.

## ألحانه وأعماله الناجحة
اهتم البيضاوي بتلحين القصائد خاصة قصائد شعراء العرب القدماء فلحن لإبن زيدون (أضحى التنائي، إليك من الأنام، يا غزالا، ما للمدام، باعدت بالإعراض) الذي كان الراحل الحسن الثاني معجباً بأشعاره فلحّن من قصائده، الإمام البوصيري (البردة)، بهاء الدين زهير (وقائلة) وابن النبيه المصري (أفديه إن حفظ الهوى). كما لحّن لشعراء عصره فلحّن لأحمد شوقي (منك يا هاجر دائي)، إلياس فرحات (حبيبي تعالى)، علال الفاسي (يا بسمة الأمل، أنشودة الحب)، بشارة خوري (صداح)، علال الخياري (على هواك)، محمد بلحسين (يا موطني، قل لمن صد وخان، هجران، تحية رمضان)، أنور سعيد العطار (يا حبيبي أفف)، وجيه فهمي صلاح (ذكرى خلاصي)، القاضي الفقيه محمد حكم (يا حبيباً أنا أهواه)، علي محمود طه (انتظار)، عبد الفتاح القباج (هذا حبيبي) ومحمد بن الراضي (يا صاحب الصولة والصولجان).

## ألحانه لمطربين عرب
لحن للكثير من المطربين المغاربة ومنهم:
سميرة سعيد غنّت من ألحانه أغنية بمناسبة عيد ميلاد مولاي رشيد في 20 يونيو 1970
نعيمة سميح غنّت من ألحانه (محراب الحب) شعر محمد الريسوني والتي كانت أول قطعة تصور بالألوان في المغرب.
بهيجة إدريس غنّت من ألحانه (حبيبي تعالَ) شعر إلياس فرحات كما غناها هو والمطربة المغربية سعاد محمد، و(هجران) التي أدتها أيضاً سمية القيصر.
عزيزة جلال غنّت من ألحانه (حسن الخصال) شعر عبد اللطيف خالص و(نضال دائب) كلمات عبد الله الفيصل.
عبد الوهاب الدكالي غنّى من ألحانه (يا فاس) شعر أبو عبد الله المغيلي.
محمد علي أسند إليه أحمد البيضاوي قصيدة (يا صاحب الصولة والصولجان) التي أداها من قبله.
عبد الهادي بلخياط أسند إليه أحمد البيضاوي قصيدة (ذكرى أرق من الربيع) التي أداها من قبله كما أعاد غناء قصيدة (يا بسمة الأمل) شعر علال الفاسي.
رجاء بلمليح غنت من ألحانه (مولد الهادي).
نادية أيوب أعادت غناء (قل لمن صد وخان).
وغنّى من ألحان مطربون عرب وهم: هدى سلطان قصيدة (الفرحة الكبرى)، عبد الحليم حافظ (من المصري إلى المغربي) شعر محمد الطنجاوي، عليا التونسية وماهر العطار .

## وطنيات من ألحانه وغنائه
معظم الأغاني إن لم تكن كل الأغاني التي لحنها لمطربين غير مغاربة وطنية. وأغاني عزيزة جلال من ألحانه كلها وطنية. كما غنى ولحّن الكثير من الأغاني
الوطنية مثل: نشيد التحرير, نشيد الجيش, نداء الوطن, يا صاحب الصولة والصولجان, ذكرى أرق من الربيع, هذا حبيبي والملك الشهيد وهي رثاء لفقيد العرب محمد الخامس.

## مواقف مع الفنانين العرب
قال فريد الأطرش أنه كان يظن أنه لا يوجد ملحن بمستواه في شمال أفريقيا حتى زار المغرب في إحدى المرات التقى بأحمد البيضاوي بالقصر الملكي وطلب أحد أعضاء الفرقة الموسيقية المرافقة لفريد الأطرش من الأستاذ أحمد أن يمسعهم شيئاً فأجاب طلبه وأسمعهم بعض التقاسيم المذهله والتي أبهرت فريد الأطرش فأمسك بيد الأستاذ أحمد وقال له «لقد كذبت ظني يا عزيزي أحمد، والآن أطأطئ رأسي لك، فإني كنت أعتقد أنه لا يوجد في شمال إفريقيا أحد مثلي حتى وجدتك أنت». وفي أثناء مأدبة غذاء أقامها أحمد البيضاوي، على شرف فريد الأطرش والوفد المرافق له، استمع فريد الأطرش إلى القصيدة الغنائية الخالدة (يا غزالا) التي لحنها وغناها أحمد البيضاوي في تلك الفترة. فأبدى فريد الأطرش بذلك الإبداع الذي أبدعه أحمد البيضاوي حيث أخضع اللحن إلى النمط الكلاسيكي الذي تمتد جذوره وأصوله عبر حضارتنا العربية. وأثناء عودة فريد الأطرش إلى القاهرة، ومن خلال تأثره القوي بقصيدة (يا غزالا)، أعاد تلحينها وغناها بصوته، على أنه سجلها لحساب هيئة الإذاعة البريطانية ضمن برنامج «من لندن فقط». كما كانت هناك قصيدة لحنها الأستاذ أحمد للمطربة الكبيرة نعيمة سميح التي تمنى الأستاذ رياض السنباطي أنه كان هو من لحنها. كما نرى توفقه الواضح في تلحين القصيدة على باقي الملحنين فتفوق على السنباطي بقصيدة أفديه إن حفظ الهوى وتفوق على زكريا أحمد بقصيدة ابن زيدون.

## وفاته
توفي عام 1989, ولا زالت أغانيه تردد في المغرب وخارجه فهو أحد أبرز أعلام التلحين في العالم العربي.